# Лымва (деревня)
Лы́мва — покинутый населенный пункт в Корткеросском районе Республики Коми.

## Этимология
Название дано по реке Лымва. Образовано от коми-зыр. лым «снег» и ва «вода».

## История
По данным из церковной летописи, в 1742 г. «в деревне Лымва первый поселился крестьянин из Одыба (коми название с. Нившера) Елисей Ферапонтов Михайлов».
По информации местного краеведа А. А. Панюкова, в 1840 году поселение основано Е. М. Поповым и его семьей (12 человек, 6 муж. и 6 жен.) из деревни Джиян (ныне, Ивановская).
1845 — отмечается под названиями «Лымва», «Микулай», «Никольское».
1930 — открыты начальная школа и «Красный уголок».

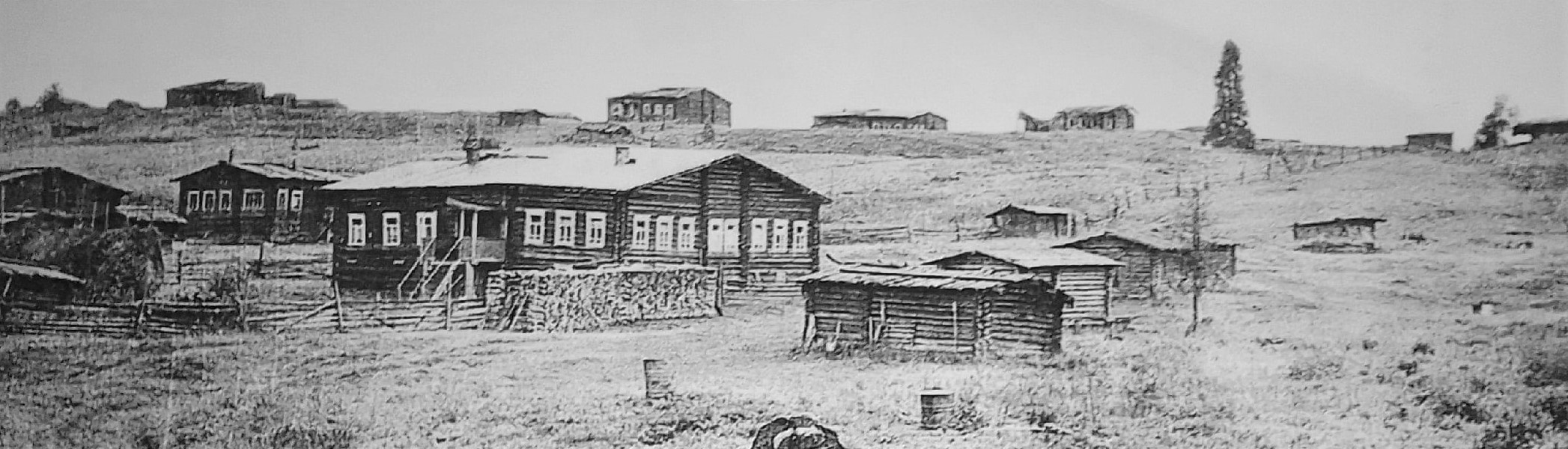
1950-е

1998 — исключена из учетных данных.

## Часовня св. вмц. Параскевы Пятницы
Сохранилось деревянное здание православной старообрядческой часовни вмц. Параскевы Пятницы постройки нач. XX в. Законсервировано летом 2022.

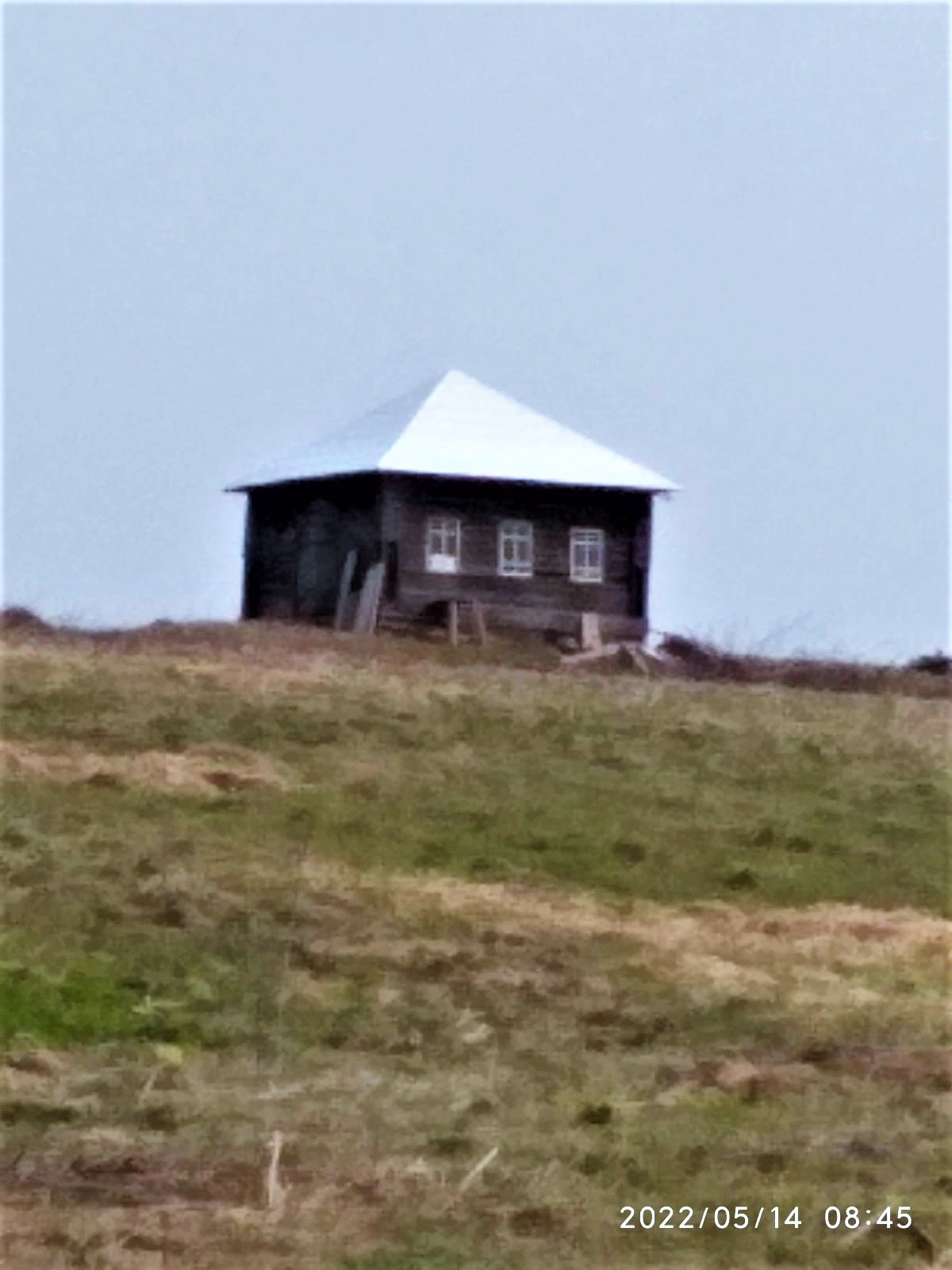
Часовня.

## Население
1849 — 3 двора, 14 чел. 1850—1858, 1859—1888 — в списках не значится. 1876 — 6 х-в, 31 чел. 1888 — 6 х-в, 39 чел., есть часовня. 1892 — в починке Лымва 41 чел. 1916 — «Лымвинская», 15 х-в, 86 чел. 1926 — «Лымва», 22 х-ва, 119 чел. 1989 — 10 чел. (коренные коми-зыряне, 7 муж. и 3 жен.). 1995 — 4 х-ва, 10 чел. Последний житель покинул поселок в 1998.